# ...Phobia
…Phobia — другий студійний альбом проєкту італійських братів Бенассі — Benassi Bros. Вийшов у березні 2005 року.
«Phobia» — значно легший альбом, ніж попередній, і такого успіху не мав.

## Список композицій
| #       | Назва                                                      | Тривалість |
| ------- | ---------------------------------------------------------- | ---------- |
| 1.      | «Make Me Feel» (за участю Dhany)                           | 5:30       |
| 2.      | «Light» (за участю Sandy)                                  | 7:30       |
| 3.      | «Rocket in the Sky» (за участю Naan)                       | 5:44       |
| 4.      | «Every Single Day» (за участю Dhany)                       | 4:45       |
| 5.      | «Castaway» (за участю Sandy)                               | 6:06       |
| 6.      | «Feel Alive» (за участю Naan)                              | 4:48       |
| 7.      | «Waitin’ For You» (Sfaction version, за участю JB)         | 5:44       |
| 8.      | «Ride to Be My Girl» (за участю Alle Benassi)              | 4:39       |
| 9.      | «Blackbird» (Sfaction version, за участю Paul French)      | 6:39       |
| 10.     | «Somebody to Touch Me» (Sfaction version, за участю Dhany) | 5:50       |
| 11.     | «Movin’ Up» (Sfaction version, за участю Sandy)            | 5:23       |
| 12.     | «Run to Me» (Sfaction version, за участю Dhany)            | 5:06       |
| 1:07:44 |                                                            |            |